# Patrick Nothomb

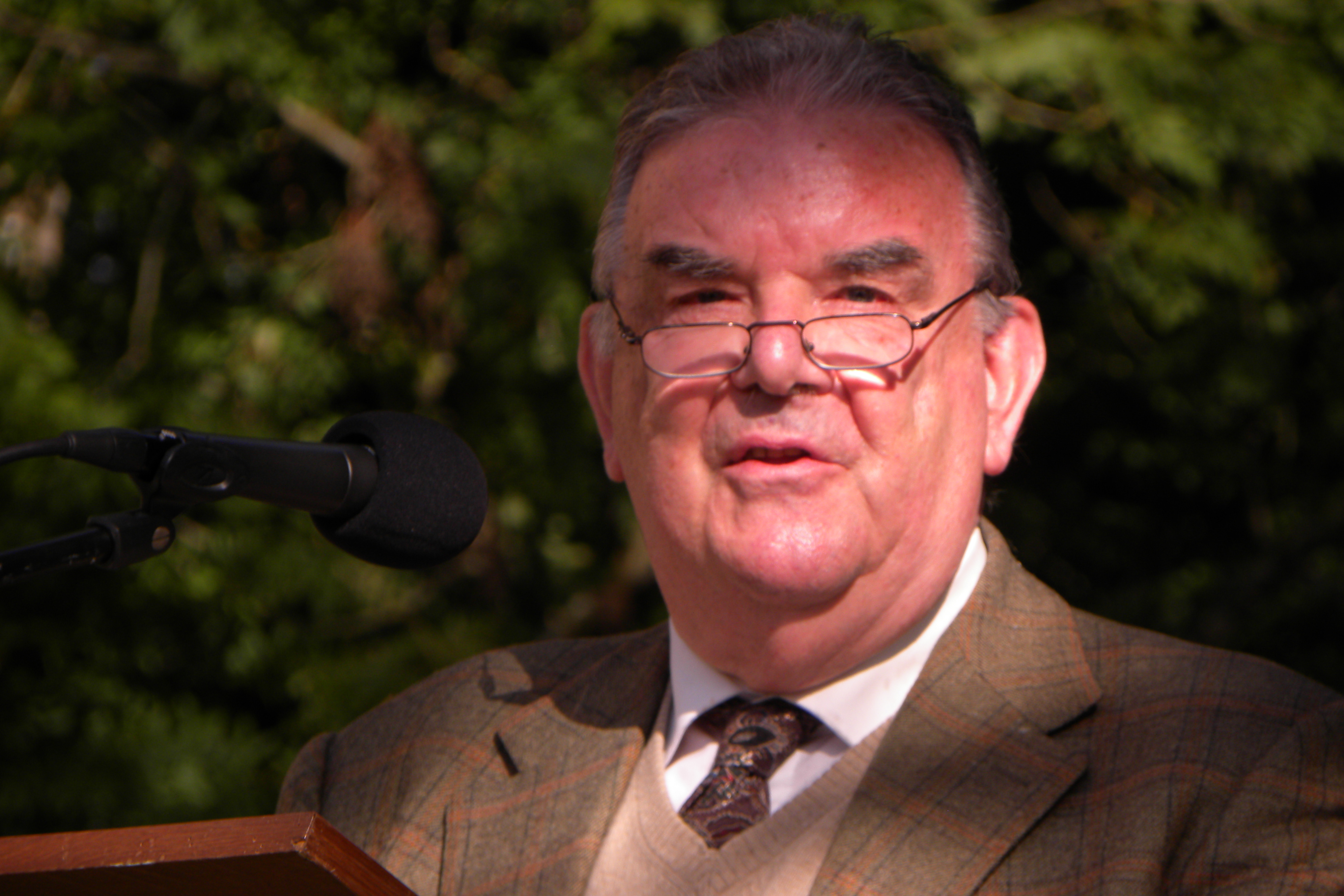
Patrick Nothomb in 2012

Patrick baron Nothomb (Schaarbeek, 24 mei 1936 - Habay-la-Neuve, 17 maart 2020) was een Belgisch diplomaat.

## Levensloop
Nothomb studeerde rechten aan de Université catholique de Louvain. Op 14 oktober 1953 werd hem de bij eerstgeboorte erfelijke titel van baron verleend. In 1960 begon zijn diplomatieke carrière op het consulaat-generaal in Kisangani in Congo-Kinshasa. Hij werd gevangen genomen door rebellen van de Simba's, maar werd op 24 november 1964 tijdens Operatie Rode en Zwarte Draak bevrijd. Hij was Belgisch adjunct-commissaris-generaal voor de Wereldtentoonstelling 1967 in Montreal.
Vanaf 1968 hernam zijn diplomatieke carrière
- van 1968 tot 1972 was hij consul-generaal in Osaka, Japan,
- van 1972 tot 1974, zaakgelastigde in Peking, was hij de eerste Belgische diplomaat in de Volksrepubliek China,
- van 1974 tot 1977 was hij adviseur van de Belgische ambassadeur bij de Verenigde Naties in New York,
- van 1978 tot 1980 was hij ambassadeur in Bangladesh en Myanmar,
- van 1980 tot 1985 was hij directeur voor Aziatische aangelegenheden op het Ministerie van Buitenlandse Zaken,
- van 1985 tot 1988 was hij ambassadeur in Thailand en Laos,
- van 1988 tot 1997 was hij ambassadeur in Japan,
- van 1998 tot 2001 was hij ambassadeur in Italië, San Marino, Malta en Albanië.

Hij was directeur van het Belgisch Europalia-festival gewijd aan Italië (2004). In 2012 verkreeg hij de Luxemburgse nationaliteit. In zijn vrije tijd hield Nothomb zich bezig met het Japanse no-spel.
Nothomb stierf op 17 maart 2020 aan de gevolgen van een hartaanval en niet aan COVID-19 zoals eerst werd gemeld.

## Familie
Nothomb was een kleinzoon van senator en schrijver Pierre Nothomb (1887-1966), een achterneef van staatsman Jean-Baptiste Nothomb (1805-1881) en een neef van volksvertegenwoordiger en minister Charles-Ferdinand Nothomb (1936-2023).  Hij was de enige zoon van luitenant André Nothomb (1912-1937), slachtoffer van een ongeval in bevolen dienst, en Claude Lancksweert (1914-1970).
Hij huwde met Danièle Scheyven (° Brussel 1938 - + Aarlen 2024), kleindochter van ridder Jean Scheyven. Ze hadden drie kinderen:
- André Nothomb (°1962), directeur van Solvay in Zuid-Korea
- Juliette Nothomb (°1963), schrijfster van kinder- en kookboeken
- Fabienne Claire Nothomb (°1966), romanschrijfster onder de naam Amélie Nothomb

Zijn dochter Amélie schreef over haar vader en zijn diplomatieke leven in haar roman Biographie de la faim (2004) en over zijn kinderjaren en de crisis in Stanleyville van 1964 in Premier sang (2021).

## Publicaties
- Dans Stanleyville : journal d'une prise d'otage (1993).
- Intolérance zéro : 42 ans de carrière diplomatique (2004).